# 吉田治
吉田 治（よしだ おさむ、1962年3月16日 ‐ ）は、日本の政治家。衆議院議員（4期）、国土交通副大臣（野田第1次改造内閣・野田第2次改造内閣）、衆議院災害対策特別委員長、衆議院経済産業委員長、民主党副幹事長などを歴任した。

## 概要
大阪市城東区出身。実家は民社党創立者西尾末広の支持者の家庭ではないが電気部品工場営み四人兄弟の三男。大阪府立旭高等学校を経て早稲田大学法学部卒業。京都大学大学院法学研究科修士課程中退（衆院選当選のため）。松下政経塾6期生。
1993年、第40回衆議院議員総選挙に民社党・日本新党推薦で初当選。1996年、第41回衆議院議員総選挙で比例単独で新進党前職として再選城東区含む大阪4区では（前回衆院選時点では自民党・河本派前職で落選中に新生党移籍した）元職前田正が勝利。
2000年の第42回衆議院議員総選挙では他の野党候補や与党改革クラブ前職たる現職政務次官の前田ら乱立により落選したが、2003年の第43回衆議院議員総選挙で出馬断念した前田の支援も有り小選挙区初当選し国会に復帰。しかし2005年の第44回衆議院議員総選挙では小泉旋風の下で落選し、大阪薫英女子短期大学教授となる。2009年の第45回衆議院議員総選挙において中山泰秀を破って4選し、国会に返り咲いた。同年10月、民主党副幹事長に就任。2011年、衆議院経済産業委員長に就任。
2012年1月16日に発足した野田第1次改造内閣で国土交通副大臣に就任。
2012年の第46回衆議院議員総選挙において大阪4区から出馬するも落選。
2014年の第47回衆議院議員総選挙では民主党と維新の党の選挙区調整のため公認が下りず、無所属で大阪4区から出馬するも落選。2015年12月22日の民主党常任幹事会で大阪4区支部長に復帰。
2017年の第48回衆議院議員総選挙では希望の党に公認申請を行ったが、希望の党の小池百合子代表が大阪府内での日本維新の会との候補者の棲み分けに応じたため、比例北陸信越ブロックで比例単独12位での立候補となり、落選。落選後は活動の拠点を大阪に戻し、2019年より国民民主党大阪府連副代表・常任幹事を務める。2020年10月、立憲民主党大阪4区候補者に内定。
2021年10月31日、第49回衆議院議員総選挙では小選挙区において3位であり、比例復活もならず落選。

## 政策
- 憲法改正に反対[9]。
- 集団的自衛権の行使を禁じた政府の憲法解釈を見直すことに反対[9]。
- 日本の核武装について検討すべきでないとしている[9]。
- 原子力規制委員会の新基準を満たした原発は再開すべきとしている[9]。
- 女性宮家の創設に反対[9]。
- 日本のTPP参加に賛成[9]。
- 永住外国人への地方選挙権付与にどちらかと言えば賛成[10]。

## 所属していた団体・議員連盟
- 焼肉を考える議員連盟 会長[11]